# Берег

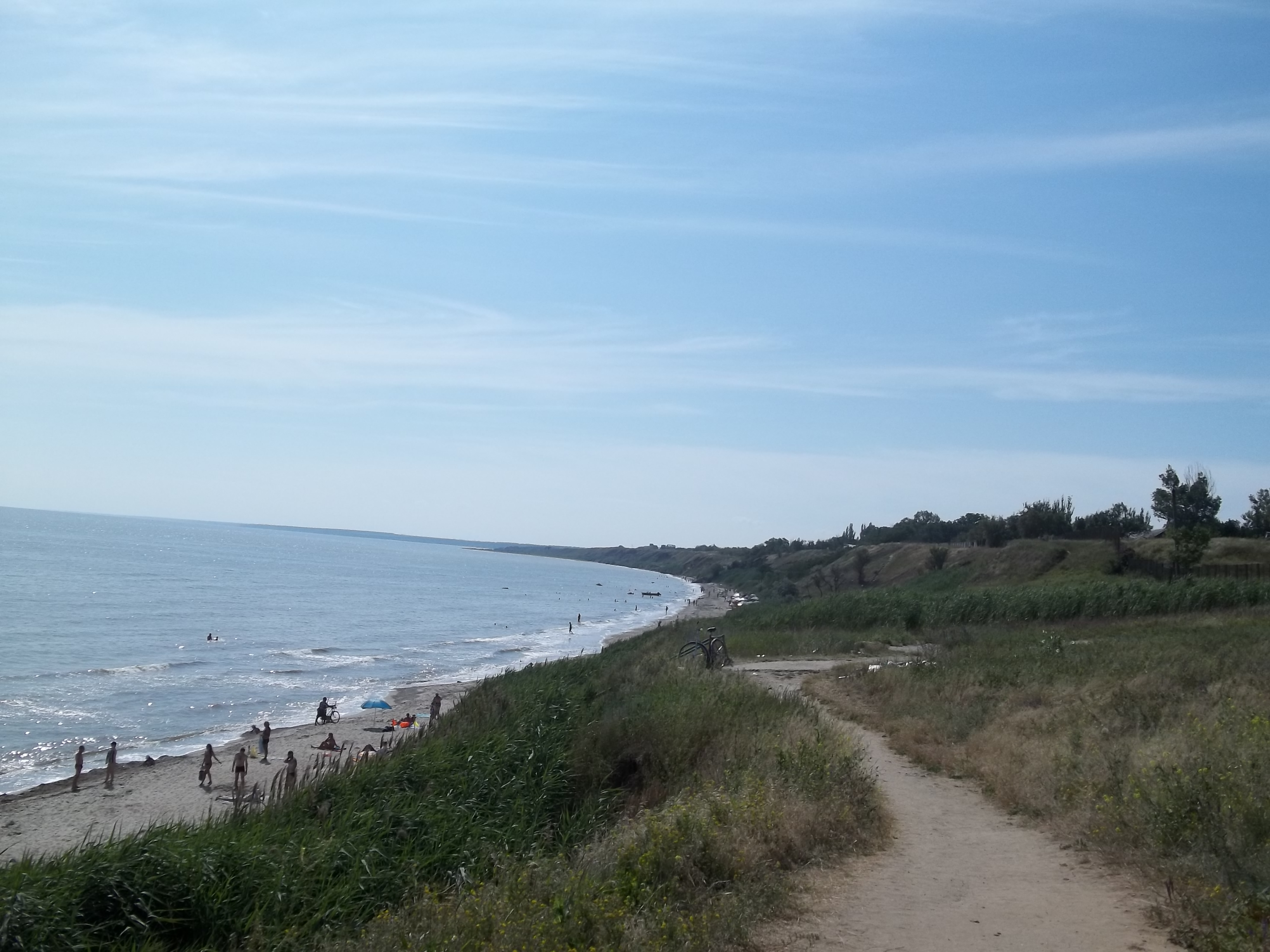
Узбережжя Азовського моря

Бе́рег — межа суходолу і водного простору чи водостоку. Межа суші з водоймищем (океан, море, озеро, водосховище) або з водотоком (річка, струмок, тимчасовий потік). Звичайно це смуга в зоні водної дії на сушу. Межі морського берега визначаються найбільшим проникненням хвиль при штормах або при припливах і по лінії (ізобати) припинення підводної дії хвиль на береговий схил.
Форми берегів і швидкості їх видозміни залежать від таких факторів:
- тектонічних рухів земної кори;
- вікових коливань рівня морів і водотоков;
- пріпливно-отливних дій води;
- швидкості розмиву або, навпаки, накопичення (акумуляція) річкових наносів в річищах річок або в їх гирлах у водоймищ;
- дії рослин і тварин, наприклад розвитку коралів, чагарників мангрів, очеретяних, бобрових дамб тощо;
- виробничої діяльності людини, зміцнюючих або таких, що руйнують природний берег.

## Класифікація

Берегова та прибережна рослинність озера

- Узріччя — берег річки.
- Поріччя, надріччя — місцевість уздовж течії річки.

Особливо різноманітні океанічні і морські береги. У рівнинних країнах вони прямолінійні, їх називають нейтральними. У гірських і різкопересічних областях виділяють такі типи берегів:
- Лимановий берег — море вузькими затоками проникає в гирла рівнинних річок і балок, річкові наноси, що поступають, відокремлюють їх від відкритого моря пересипами і косами (Чорне, Азовське море).
- Лагунний берег — піщані коси, береги, що формуються уздовж, відокремлюють довгі, відкриті в обидві сторони мілководі затоки лагуни (південна частина Балтійського моря, східний Сахалін).
- Фіордовий берег — довгі затоки, далеко проникаючі по долинах в глиб гірських хребтів (Норвегія, Гренландія, Нова Земля, Чукотка). Головню причиною фіордових берегів є тектонічні рухи з утворенням тріщин, оброблених гірсько-долинними льодовиками.
- Ріасовий берег — довгі звивисті затоки з численними мисами при затопленні міжгірських западин, хребтів, відповідних до моря перпендикулярно (Іспанія, Китай, Південь Примор'я в Росії).
- Шхерний берег: — скелясті острови залишки затопленого льодовикового рельєфу (Канада, Скандинавія, Ладозьке й Онежське озера)
- Далматинський берег — широкі поздовжні й вузькі поперечні затоки і протоки з молотоподібним контуром півостровів у ґратчасто-розчленованих горах (схід Адріатичного моря).
- Аральський берег — лабіринт піщаних островів і півостровів, утворених затоками морів в барханнах пустельного узбережжя Каспійського моря, озера Балхаш. Назва втратила свій сенс через обміління моря.

Загалом налічується 80 типів берегів.

## Вивчення морфологічних обрисів берегів
З'ясовують:
- протяжність ділянок вирівняного чи звивистого берега;
- ранжування (порядок) мисів і заток за величиною;
- глибину врізу заток, ширину, наявність розгалужень. Відповідно, довгі чи короткі, вузькі чи широкі, для довгих – прямолінійні чи звивисті, для широких – округлі, завужені чи складні форми;
- довжину та ширину мисів: довгі чи короткі; вузькі, широкі чи клиноподібні;
- співвідношення ширини та глибини (довжини) форм;
- кількість заток на одиницю довжини узбережжя
- причини формування звивистих чи рівних ділянок;
- інтенсивність розмиву звивистих берегів ;
- еволюцію бухтових берегів, стадії розвитку.

Знання про еволюцію берегів дають змогу з'ясувати причини відмін у будові окремих ділянок узбережжя, відновити пройдені стадії еволюції та передбачити її подальший хід. Практичне значення подібних досліджень дуже важливе. Знаючи природний режим берега, можна з'ясувати, як він буде реагувати на будівництво споруд або порушення балансу наносів (запружування рік, експлуатація будівельних матеріалів). Функціональна залежність надводних форм берега від підводних допомагає, на підставі вивчень однієї тільки надводної частини, отримати загальне уявлення про будову дна в прибережних ділянках, важливе для навігаційних цілей.

### Дослідження обрисів берегової лінії
Дослідження обрисів берегової лінії виконують на підставі картографічних джерел, методами космічного та повітряного безпілотного знімання. Визначення причин формування звивистих чи рівних берегів потребує польових досліджень геологічної будови, морфодинаміки, літодинаміки берегової зони, впливу течій та енергії хвиль.